# Cantone di Saint-Pierre-le-Moûtier
Il Cantone di Saint-Pierre-le-Moûtier è una divisione amministrativa dell'arrondissement di Nevers.
A seguito della riforma approvata con decreto del 18 febbraio 2014, che ha avuto attuazione dopo le elezioni dipartimentali del 2015, è passato da 8 a 17 comuni.

## Composizione
Gli 8 comuni facenti parte prima della riforma del 2014 erano:
- Azy-le-Vif
- Chantenay-Saint-Imbert
- Langeron
- Livry
- Luthenay-Uxeloup
- Mars-sur-Allier
- Saint-Parize-le-Châtel
- Saint-Pierre-le-Moûtier

Dal 2015 i comuni appartenenti al cantone sono i seguenti 17:
- Avril-sur-Loire
- Azy-le-Vif
- Chantenay-Saint-Imbert
- Chevenon
- Dornes
- Fleury-sur-Loire
- Langeron
- Livry
- Luthenay-Uxeloup
- Mars-sur-Allier
- Neuville-lès-Decize
- Saint-Parize-en-Viry
- Saint-Parize-le-Châtel
- Saint-Pierre-le-Moûtier
- Toury-Lurcy
- Toury-sur-Jour
- Tresnay